# Opius nigromaculatus
Opius nigromaculatus är en stekelart som beskrevs av Szepligeti 1914. Opius nigromaculatus ingår i släktet Opius och familjen bracksteklar. Inga underarter finns listade i Catalogue of Life.